# 萨莱马拉西诺
萨莱马拉西诺（義大利語：Sale Marasino），是意大利布雷西亚省的一个市镇。总面积16平方公里，人口3384人，人口密度211.5人/平方公里（2009年）。国家统计（ISTAT）代码为017169。